# 巧
巧-TAKUMI（たくみ）は、愛知県出身のイラストレーター、墨絵アーティストである。
学生時代、デザイン・絵画の分野において、墨による表現に出会い興味を惹かれ始めるが、アーティストとしての活動については前向きな気持ちでは無かった。
その後に愛・地球博記念公園で開催されたライブペイントの大会において準優勝を勝ち取り描く楽しさを再び認識する。過去周囲から止められていたが、現在はプロとして活躍しているイラストレーター達との出会いをきっかけに、墨絵アーティストとしての活動が始まった。
墨の表現、墨絵にインスパイアされた作品を描く。 アナログはもちろん、デジタルにおいても墨の表現を意識した作風を追求。

## 来歴
幼少期より絵を描くことが好きであり、数々の絵画コンクールで入賞。その後デザイン・絵画の分野において、墨による表現と出会い次第に惹かれていく。
あいち造形デザイン専門学校中退。在学時はアーティストとしての活動について前向きな気持ちでは無かったが、2013年愛・地球博記念公園で開催されたライブペイントの学生大会において準優勝。
それをきっかけに絵を描く事の楽しさを再認識する。
その後、かつて周囲から不可能と言われ続けていたが、今はプロとして活躍するイラストレーター達との出会いがきっかけとなり、アーティストとしての活動本格的に再開するに至る。
しかし、その旨を両親に伝えるが反対され対立。勘当同然で家を出た後、住み込みで働きながら活動を続ける。住み込みで働きながら様々な経験を経て三年後の2016年、イラストレーター・墨絵アーティストとして完全に独立。この際、独立を機に親元を訪ね親子の縁は修復。以後は活動を応援して貰えるようになる。
同年開催されたL.A.B 7（ライブアートバトル） 及び  G-SHOCK「勝手に広告展」コンテスト にてそれぞれ優勝・ファイナリスト入りという成績を収め注目を集める。この頃からSNSを本格的に利用し始め更に幅広いサポーター、イラストレーター、ファンとの交友関係が生まれたことによって、今まで触れてこなかった様々なジャンルに挑戦する機会を得る。
2018年モッコメリアンTシャツコンテスト 最優秀賞・大OSAKA画材祭ライブペイント 優勝　と、再びコンテストで優勝を繰り返し、メディアにも出演し始める。続く2019年平成最後の日、平安神宮にて大規模ライブペイントを開催。令和元年、祭nine.武道館ライブ舞台背景イラスト担当。
2020年、アパレルブランド「阿吽」をオープン、同年TheotexCEO瀧澤龍哉に認められ同社に所属が決定。4月には銀座で第三回となる個展を控える。

## 作風
墨の表現、墨絵にインスパイアされた作品を描く。 アナログはもちろん、デジタルにおいても墨の表現を意識した作風を追求。精密に、躍動感のあるタッチで描かれる作品は、現代社会における不自由さや束縛への、感情、欲、解放感をメッセージとしたテーマがベースに存在する。

## 年譜
- 2013年L.A.B（ライブアートバトル）学生大会準優勝
- 2013年住み込みで働きながら活動を開始。
- 2016年イラストレーター、アーティストとして独立。
- 2016年独立に伴い、両親とは復縁する。
- 2016年個展「TAKUMI NO WAZA」、開催。
- 2016年L.A.B 7（ライブアートバトル）優勝
- 2016年G-SHOCK「勝手に広告展」コンテスト、ファイナリスト
- 2018年モッコメリアンTシャツコンテスト最優秀賞
- 2018年大OSAKA画材祭ライブペイント優勝
- 2019年 個展「YAKSHA」開催。
- 2019年平成最後の日、令和元年初日、平安神宮にて大規模ライブペイント。
- 2019年令和元年、祭nine.武道館ライブ舞台背景イラスト担当。
- 2020年アパレルブランド「阿吽-A-hum-」[3]立ち上げ
- 2020年TheotexGroupHD株式会社CEO瀧澤龍哉からの招待を受け、同社所属アーティストになる。[4]
- 2020年個展「KUROHITO」を銀座の画廊にて開催決定。(4/6~4/12)
- 2021年AKIHABARA PREMIUM COLLECTIONガメラ55周年プロジェクトにてG2アートワーク担当
- 2021年宇宙航空研究開発機構 JAXA静粛超音速機統合設計技術PRポスター、ビジュアル担当

## 展示歴・受賞歴

### 展示歴
- 2016年 TAKUMI NO WAZA
- 2019年 YAKSHA
- 2020年 KUROHITO -4/6~4/12 予定 [5]

### 受賞歴
- 2013年L.A.B（ライブアートバトル）学生大会準優勝
- 2016年L.A.B 7（ライブアートバトル）優勝
- 2016年G-SHOCK「勝手に広告展」コンテスト、ファイナリスト
- 2018年モッコメリアンTシャツコンテスト最優秀賞
- 2018年大OSAKA画材祭ライブペイント優勝

## 主な実績
- カードゲーム Force of will[6]-カードデザイン(5種)
- どまつり2018、2019 -kagura演舞幕イラスト担当
- 京都・十二十二時代祭、平安神宮 -ライブペイント[7]
- 祭nine.令和元年武道館ライブ舞台 -背景イラスト担当

## メディアへの出演
- ボイメンジャパネスク（中京テレビ）[8]
- 角谷観光（CCN）[9]